# Bakersfield (album)
Bakersfield è il tredicesimo album in studio dell'artista musicale country americano Vince Gill e il chitarrista Paul Franklin. È stato pubblicato il 30 luglio 2013 tramite MCA Nashville. L'album è un tributo collaborativo delle canzoni di Merle Haggard e Buck Owens. Raggiunse il numero 4 negli album Top Country.
Vince Gill e il suo collega Paul Franklin, membro del gruppo The Time Jumpers, registrarono nuovamente le canzoni di Buck Owens e Merle Haggard come tributo, estraendo cinque brani da ciascun artista, tutti dal 1961 al 1974.
Bakersfield ha ricevuto recensioni positive dalla critica musicale. Metacritic, che assegna un punteggio medio su 100 con recensioni e valutazioni da parte di critici tradizionali, ha dato all'album un metascore di 80, basato su 5 recensioni.
Billy Dukes al Taste of Country ha valutato l'album 4 stelle su 5. Afferma: "Gill e Franklin lavorano come un duo vocale lucido, solo la pedaliera è la voce di Franklin", e continua dicendo, "la produzione dell'album è notevole per essere cristallina. Ogni strumento si distingue senza uscire." Termina dicendo: "Farai fatica a trovare altri due umili musicisti professionisti a Nashville e con quelle qualità - insieme a una band di prim'ordine e grandi canzoni - rendono l'ascolto molto soddisfacente".
Anche Daryl Addison dei Great American Country ha recensito positivamente l'album. Addison afferma che "la coppia mostra una chimica palpabile che dà nuova vita a ciascuna delle canzoni dell'album" e "si circonda di musicisti di alto livello".

## Tracce
1. Foolin' Around – 2:54
2. Branded Man – 3:47
3. Together Again – 3:44
4. The Bottle Let Me Down – 3:20
5. He Don't Deserve You Anymore – 3:44
6. I Can't Be Myself – 3:48
7. Nobody's Fool But Yours – 2:54
8. Holding Things Together – 6:04
9. But I Do – 3:06
10. The Fightin' Side of Me – 3:38